# Königin für tausend Tage
Königin für tausend Tage ist ein Spielfilm des britisch-kanadischen Regisseurs Charles Jarrott aus dem Jahr 1969. Das Historiendrama, das auf einem Theaterstück von Maxwell Anderson basiert, wurde von dem US-Amerikaner Hal B. Wallis produziert.

## Handlung
England, im Jahr 1536: Der englische König Heinrich VIII. bekommt das Todesurteil über seine zweite Ehefrau Anna Boleyn, verurteilt wegen Ehebruch und Hochverrat, vorgelegt. In einer Rückblende erinnert er sich zurück an den Anfang ihrer gemeinsamen Zeit. Heinrich ist unzufrieden mit seiner tiefgläubigen Ehefrau Katharina von Aragon, die ihm keinen männlichen Erben gebären kann. Die beiden haben lediglich eine Tochter, Maria, die spätere Maria I. von England. Er unterhält eine Affäre mit Maria Boleyn, der Tochter seines Höflings Thomas Boleyn. Doch dann bemerkt der Regent auf einem Hofball Marias jüngere, achtzehn Jahre alte Schwester Anna, die gerade von ihrer Ausbildung am französischen Königshof zurückgekehrt ist. Anna Boleyn ist mit dem Sohn des Earl of Northumberland liiert und hofft auf das Einverständnis, sich mit diesem vermählen zu dürfen. König Heinrich ist fasziniert von ihrer Schönheit und bittet seinen Premierminister Kardinal Wolsey, die Auflösung der Verbindung zu veranlassen. Als Anna von dieser Nachricht erfährt, überkommt sie ein Wutanfall und sie macht Wolsey und den englischen König für das Ende ihrer Verbindung mit ihrem Geliebten verantwortlich. Nach einem unbeholfenen Versuch Heinrichs, Annas Gunst zu gewinnen, belehrt sie ihn offen darüber, dass sie ihn als verdorben und rachsüchtig empfinde und dass er in der gleichen Art und Weise liebe, wie er esse – mit lautem Geräusch und wenig Feinsinn.
Obwohl sie den Avancen des Königs aufgrund ihres Abscheus ihm gegenüber und ihres noch nicht verflossenen Ärgers über ihre zerstörte Verbindung kühl begegnet, berauscht sie mehr und mehr die Macht, die ihr die Liebe des Königs einbringen könnte. Sie erzählt ihrem Bruder, dass Macht aufregender sei als die Liebe und der König mehr davon besitze als jeder andere Mann. Mit dem Ausnutzen ihrer günstigen Position am Hofe untergräbt sie fortwährend den Einfluss von Kardinal Wolsey, der die Zuneigung des Königs zu Anna Boleyn zunächst als einfache Vernarrtheit abtut. Als König Heinrich VIII. Anna erneut bedrängt, seine Mätresse zu werden, entgegnet sie ihm, dass sie niemals einem illegitimen Kind das Leben schenken würde. Da in seiner Ehe mit Katharina von Aragon der ersehnte männliche Thronfolger bisher ausgeblieben ist, erwägt Heinrich mehr denn je, seine Gemahlin zu verstoßen und Anna zu heiraten. Anna ist verblüfft über diese unvorhergesehene Wendung und verspricht dem König, dass sie ihn unter diesen Umständen nicht verschmähen würde. Kardinal Wolsey ahnt die politischen Konsequenzen, die eine Scheidung mit Katharina nach sich ziehen würde, und versucht den König umzustimmen. Heinrich VIII. hört jedoch nicht auf seinen Berater.
Kardinal Wolsey gelingt es nicht, die Einwilligung des Papstes zu einer Scheidung mit Katharina von Aragon einzuholen, was Anna Boleyn gegenüber König Heinrich auf Wolseys Unfähigkeit zurückführt. Der Kardinal wird daraufhin aus seinen königlichen Diensten entlassen, und das von ihm ehemals bewohnte Stadtpalais wird Anna als Geschenk übergeben. Umgeben vom Prunk, realisiert die junge Frau, dass sie sich in Heinrich VIII. verliebt hat, und beide geben sich zum ersten Mal einander hin. Als Anna Boleyn schwanger wird, ehelicht sie der König heimlich. Die neue Ehefrau Heinrichs VIII. erhält eine glanzvolle Krönungszeremonie, aber die Bevölkerung auf der Straße huldigt nur Katharina, buht Anna aus und beschimpft sie als Hure. Die Heirat führt zur Abspaltung Englands von der römisch-katholischen Kirche und es wird die Anglikanische Kirche mit Heinrich als Oberhaupt installiert. Monate später bekommt Anna Boleyn mit der gemeinsamen Tochter, Prinzessin Elizabeth, nicht den erhofften männlichen Thronfolger. Ab diesem Zeitpunkt kühlt sich die Ehe zwischen Anna und Heinrich merklich ab und Lady Jane Seymour, eine von Annes Hofdamen, erregt die Aufmerksamkeit des Königs. Als Anne Boleyn die Liaison des Königs entdeckt, verbannt sie Jane Seymour vom königlichen Hof und spottet, diese habe das Gesicht eines einfältig lächelnden Schafes, aber nicht die Manieren.
Während eines Aufruhrs von Sir Thomas Mores Opposition über die Ehe des Königs mit Anne Boleyn setzt diese den König unter Druck. Die hysterische Anne weigert sich, in Zukunft mit ihrem Ehemann das Bett zu teilen, sollte Thomas More nicht zum Tode verurteilt werden. Heinrich gibt ihrer Forderung nach. Anne bringt nach ihrer zweiten Schwangerschaft einen toten Sohn zur Welt. Heinrich VIII. fordert daraufhin seinen neuen Minister Thomas Cromwell auf, einen Weg zu finden, wie er die ihm lästig gewordene Gattin loswerden könne. Einer ihrer Diener, der Hofmusiker Marc Smeaton, wird gefoltert und von ihm das Geständnis erpresst, Ehebruch mit Anne Boleyn begangen zu haben. Kurz darauf werden vier weitere Männer, darunter auch die besten Freunde Heinrichs, des Ehebruchs mit Anna Boleyn angeklagt, während Anne in den Tower of London gebracht und dort unter Arrest gestellt wird. Kurze Zeit später wird Anne Zeugin, wie auch ihr Bruder in den Tower gebracht wird, der des Inzests mit seiner Schwester verdächtigt wird. Anne hält ihren Ehemann für geistesgestört und sich selbst dem Untergang geweiht.
Bei der Verhandlung gegen sie kann Anne Boleyn ihre angeklagten Diener ins Kreuzverhör nehmen und der Falschaussage überführen. Heinrich VIII. sucht daraufhin seine Ehefrau im Tower von London auf. Er verspricht ihr die Freiheit, wenn sie die Ehe mit ihm für ungültig erklären lässt. Dies würde aber gleichzeitig ihre Tochter Elizabeth für illegitim erklären. Anne weigert sich, in die Annullierung der Ehe einzuwilligen. Sie ist eher bereit zu sterben, als Elizabeth zu verraten. Heinrich ohrfeigt sie, bevor er ihr mitteilt, dass dieser Ungehorsam ihren Tod bedeuten werde.
Die Rückblende endet hier; Heinrich unterzeichnet das Todesurteil, einige Tage später tritt Anne Boleyn den Gang zum Schafott an und wird, da sie stets die französische Art so liebte, von einem französischen Scharfrichter elegant mit dem Schwert enthauptet statt von einem englischen Scharfrichter mit dem Beil. Heinrich VIII. macht sich auf, Jane Seymour zu ehelichen, während die letzten Filmsequenzen Annes Tochter Elizabeth gewidmet sind, die im Garten herumtollt, als sie plötzlich Kanonenfeuer hört, das der Bevölkerung Annes Tod verkündet.

## Entstehungsgeschichte
Königin für tausend Tage basiert auf dem 1947 entstandenen Theaterstück Anne of the Thousand Days des US-amerikanischen Dramatikers Maxwell Anderson (1888–1959). Das Drama, in Blankversen verfasst, wurde 1948 mit Rex Harrison als König Heinrich VIII. und Joyce Redman als Anne Boleyn auf dem New Yorker Broadway uraufgeführt und mit zwei Tony Awards ausgezeichnet. Den renommierten US-amerikanischen Theaterpreis erhielten 1949 Harrison als Bester Darsteller (Drama), sowie Jo Mielziner für die beste Choreographie. Eine Leinwandadaption des Bühnenstücks ließ dagegen auf sich warten. Anne of the Thousand Days konnte erst mehr als zwanzig Jahre später im Jahre 1969 für die Leinwand adaptiert werden. Gründe dafür sind die offenen Diskussionen die in dem Stück über Ehebruch, Illegitimität und Inzest geführt werden, sowie der bis 1967 bestehende Hays Code, der auf die moralisch akzeptable Darstellung von Kriminalität und Geschlechtsverkehr in US-amerikanischen Kinos Wert legte.
Für die Produktion zeigte sich der US-Amerikaner Hal B. Wallis verantwortlich. Der Produzent von Filmen wie Die Spur des Falken (1941) oder Casablanca (1942) realisierte den Film mit seiner nach ihm benannten Produktionsfirma Hal Wallis Productions. Für die Regie wurde der britisch-kanadische Regisseur Charles Jarrott verpflichtet, der mit Königin für tausend Tage nach einer Reihe von TV-Filmen und -Serien sein Kinodebüt feierte. Für das Drehbuch waren John Hale und Bridget Boland verantwortlich, die Maxwell Andersons Stück nach einer Adaption von Richard Sokolove bearbeiteten, wobei das Blankversformat Andersons nicht in das finale Filmskript einfloss. Zum Teil überschneidet sich die Thematik des Filmes mit dem vier Jahre zuvor realisierten, nicht minder erfolgreichen Historiendrama Ein Mann zu jeder Jahreszeit. Hier stand jedoch Thomas More (gespielt von Paul Scofield) und dessen Konflikt mit Heinrich VIII. im Mittelpunkt des Films und Anne Boleyn, dargestellt von Vanessa Redgrave, fungierte nur als Randfigur.
Für die Besetzung der Titelrolle war ursprünglich die argentinisch-britische Schauspielerin Olivia Hussey erste Wahl gewesen. Hussey hatte 1968 mit gerade einmal siebzehn Jahren in Franco Zeffirellis Verfilmung der Shakespeare-Tragödie Romeo und Julia ihren internationalen Durchbruch als Schauspielerin gefeiert, musste aber aufgrund von persönlichen Problemen die Rolle der Anne Boleyn ablehnen. Die 20-jährige französische Schauspielerin Claude Jade, die gerade mit Truffauts Geraubte Küsse (1968) bekannt geworden war und für Hitchcocks Topaz einen Sieben-Jahres-Vertrag mit Universal abgeschlossen hatte, stand ebenfalls zur Wahl. Die 28-jährige US-Amerikanerin Faye Dunaway, der ein Jahr zuvor in Hollywood als Titelheldin in Arthur Penns Bonnie und Clyde für Aufmerksamkeit gesorgt hatte, lehnte die weibliche Hauptrolle in Königin für tausend Tage ab. Als Ersatz konnte die Schauspielerin Geneviève Bujold für den Part der Anne Boleyn gewonnen werden. Die charismatische 26-jährige frankophone Kanadierin hatte sich vor allem durch ihre Zusammenarbeit mit Alain Resnais für dessen Film Der Krieg ist vorbei (1966) einen Namen im französischen Kino gemacht. Dem amerikanischen Publikum war Bujold kaum bekannt, hatte sie in den USA und Kanada doch vorrangig in TV-Produktionen vor der Kamera gestanden, so u. a. in einer Episode der NBC-Serie Hallmark Hall of Fame, für die sie als Johanna von Orléans 1968 eine Nominierung für den US-amerikanischen Fernsehpreis Emmy erhalten hatte. Für die Rolle von König Heinrich VIII. konnte der renommierte britische Film- und Theaterschauspieler Richard Burton gewonnen werden. Weitere internationale Schauspieler wie Irene Papas, Anthony Quayle und John Colicos ergänzten das Schauspielensemble.
Die Dreharbeiten fanden in London sowie in den bekannten Pinewood Studios in Buckinghamshire und den Shepperton Studios in Surrey statt. Gedreht wurde auf branchenüblichen 35-mm-Film in Technicolor-Farben und Kameras von Panavision.

## Rezeption
Der Film feierte am 18. Dezember 1969 in den US-amerikanischen Kinos einen limitierten Kinostart, um sich für die Oscar-Verleihung im kommenden Jahr zu qualifizieren. Landesweit in den USA veröffentlicht wurde das Historiendrama erst im Jahr 1970. Als Verleiher in den USA fungierte das Filmstudio Universal Pictures. Ursprünglich war Königin für tausend Tage von der Motion Picture Association of America (MPAA) mit der Wertung M ("Mature Audiences") für ein reiferes Publikum belegt worden. Die Altersfreigabe änderte sich aber später zu einem PG ("parental guidance suggested"), die eine vorherige Begutachtung oder die Begleitung durch einen Elternteil oder einen Erwachsenen empfiehlt. Die Kritiker lobten Charles Jarrott Kinodebüt als elegante Inszenierung in der Machart von Historienepen wie Fred Zinnemanns Ein Mann zu jeder Jahreszeit (1966) und Peter Glenvilles Becket (1964); letztgenannter Film wurde ebenfalls von Hal B. Wallis produziert. Ebenfalls großartige Kritiken erhielten das Schauspielensemble, insbesondere Geneviève Bujold als leidenschaftliche Titelheldin und der renommierte Shakespeare-Darsteller Richard Burton, der seine eindrucksvolle Stimme für die Darstellung eines flegelhaften und klugen Heinrich VIII. zur Geltung bringen konnte. Kritische Stimmen sahen den Film eher als Vehikel für große Darstellerleistungen und kritisierten den konventionell ehrfürchtigen Stil der Produktion, bei der man annahm, der erfolgreiche Produzent habe diesen seinem noch nicht im Kino erprobten Regisseur diktiert.
Nach dem großen Erfolg von Königin für tausend Tage konnte Geneviève Bujold nicht an den Erfolg ihrer ersten Hollywood-Rolle anknüpfen. Sie stieg aus dem mit ihr geplanten Filmprojekt Maria Stuart, Königin von Schottland aus, das erneut mit Hal B. Wallis als Produzent, Charles Jarrott als Regisseur, demselben Drehbuchautoren und derselben Kostümdesignerin realisiert werden sollte. Das Filmstudio Universal Pictures reichte daraufhin eine Schadenersatzklage in Höhe von 750.000 US-Dollar ein und ersetzte Bujold später durch die Britin Vanessa Redgrave.

## Kritiken
- "Dieser 'Anne of the Thousand Days' ist einer jener fast unerträglichen eleganten Filme wie 'Ein Mann für jede Jahreszeit' und 'Becket', die in einer Art und Weise das Renommee von Filmemachern erhöhen, ohne viel für die Kunst zu tun. Er wurde in Farbe gedreht, mit Obacht in aller Art der reizenden englischen Einstellungen. .. Das Spiel ist beträchtlich erschlossen worden, um Nutzen aus den Außenschauplätzen zu ziehen, aber das Herz des Films ist immer noch eine Art von epischer Schlacht der Geschlechter, mit Richard Burton als Heinrich in der einen Ecke und Genevieve Bujold als Anne in der anderen." (New York Times)

- Lexikon des internationalen Films: „Prunkvoller Historienfilm, der sehr frei mit der Geschichte verfährt; nur in einigen Passagen künstlerisch bemerkenswert.“[1]

- Cinema: „Eine sorgfältig ausgestattete und großartig gespielte Episode aus dem Leben des berüchtigten englischen Königs. Pflichtklassiker für Fans der Tudors.“[2]

- Arte.tv: „Eine Geschichte um Liebe, Ehre und Macht, über die Bindung zweier Menschen, die wie im Rausch beginnt und mit Verrat endet. Richard Burton und Geneviève Bujold brillieren in den Hauptrollen.“[3]

## Auszeichnungen
Bei der Verleihung der Golden Globe Awards am 2. Februar 1970 im Ambassador Hotel in Los Angeles konnte sich Königin für tausend Tage in vier von sieben Kategorien durchsetzen, darunter Bester Film, Beste Regie, Bestes Drehbuch und Beste Hauptdarstellerin in einem Drama (Geneviève Bujold). Als großer Favorit der Oscar-Verleihung führte das Historiendrama dementsprechend das Feld der Anwärter mit zehn Nominierungen an, gefolgt u. a. von George Roy Hills Westernfilm Zwei Banditen, John Schlesingers Asphalt-Cowboy und Gene Kellys Komödie Hello, Dolly! mit jeweils sieben Nominierungen. Bei der Oscarverleihung am 7. April 1970 (offizielle Zählung 1969) im Dorothy Chandler Pavillon in Los Angeles konnte Königin für tausend Tage jedoch seiner Favoritenrolle nicht gerecht werden; der Oscar in den Kategorien Bester Film und Drehbuch ging an Asphalt-Cowbowy und Geneviève Bujold musste sich überraschend der abwesenden Britischen-Filmpreis-Gewinnerin Maggie Smith (Die besten Jahre der Miß Jean Brodie) geschlagen geben, während Hauptdarsteller Richard Burton und Nebendarsteller Anthony Quayle gegenüber John Wayne (Der Marshal) und Gig Young (Nur Pferden gibt man den Gnadenschuß) das Nachsehen hatten. Mit dem Oscar preisgekrönt wurden letztendlich nur die Kostüme von Designerin Margaret Furse.

### Oscar 1969
- Beste Kostüme
  - nominiert in den Kategorien
    - Bester Film
    - Bestes adaptiertes Drehbuch
    - Bester Hauptdarsteller (Richard Burton)
    - Beste Hauptdarstellerin (Geneviève Bujold)
    - Bester Nebendarsteller (Anthony Quayle)
    - Beste Ausstattung
    - Beste Filmmusik
    - Beste Kamera
    - Bester Ton

### Society of Film and Television Arts Awards1971 (Großbritannien)
- nominiert in den Kategorien
  - Beste Ausstattung
  - Beste Kostüme

### Golden Globe Award1970
- Bester Film – Drama
- Beste Regie
- Bestes Drehbuch
- Beste Hauptdarstellerin – Drama (Geneviève Bujold)
  - nominiert in den Kategorien
    - Bester Hauptdarsteller – Drama (Richard Burton)
    - Bester Nebendarsteller (Anthony Quayle)
    - Beste Filmmusik

### Weitere
American Cinema Editors 1970
- nominiert in der Kategorie Bester Schnitt – Spielfilm

Writers Guild of America 1970
- nominiert in der Kategorie Bestes adaptiertes Drehbuch

## Historische Genauigkeit
Königin für tausend Tage gibt historisch korrekt an, dass die Vorwürfe gegen Anne Boleyn nicht der Wahrheit entsprachen. Moderne Biographien über sie von Historikern wie Eric Ives, Retha Warnicke, Joanna Denny und dem Tudor-Experten David Starkey sprechen sie frei von Ehebruch, Inzest oder gar Hexerei. Dennoch haben sich in Charles Jarrots Film einige historische Ungenauigkeiten bzw. Fehler eingeschlichen:
- Heinrichs Vernarrtheit in Anne Boleyn soll nicht das Ende der Ehe zu Katharina von Aragon besiegelt haben. Der englische König hatte laut Historikern schon seit mehreren Jahren eine Scheidung erwogen.
- Maria Boleyns Kinder Henry und Catherine Carey wurden wahrscheinlich nicht von Heinrich VIII. gezeugt. Zwar erkannte der König seine unehelichen Sprösslinge an und war stolz auf sie, tat das aber nicht bei Maria Boleyns Kindern.
- Anne Boleyn war im Jahr 1527 nicht achtzehn Jahre alt. Ihr Geburtsdatum wird allgemein auf das Jahr 1501 festgelegt. Die Historikerin Retha Warnicke vertritt jedoch die Ansicht, dass Anne Boleyn im Jahr 1507 geboren wurde.
- Von der Eheschließung am 25. Januar 1533 bis zu ihrer Hinrichtung am 19. Mai 1536 vergingen 1210 Tage, auch ab der Krönung am 1. Juni 1533 vergingen nicht 1000, sondern 1083 Tage.
- Entgegen der Filmhandlung soll Heinrich VIII. sich erst für Anne Boleyn interessiert haben, nachdem er die Affäre mit ihrer Schwester Maria beendet hatte.
- Anne Boleyn soll es nicht darauf angelegt haben, Kardinal Wolsey zu vernichten; sie wendete sich aber im Jahr 1529 gegen ihn.
- Es gibt keinen Beweis dafür, dass Heinrichs und Annes Ehe nach der Geburt von Tochter Elizabeth im Jahr 1533 auseinanderfiel. Das Zerwürfnis zwischen den beiden soll erst sehr viel später begonnen haben.
- Anne Boleyn soll nicht ihren Ehemann dazu veranlasst haben, Thomas More töten zu lassen. Diese Legende über die zweite Gemahlin Heinrichs VIII. soll erst eine Generation nach ihrem Tod entstanden sein. More soll sich niemals geweigert haben, Anne Boleyn als Königin anzuerkennen; tatsächlich schickte er 1533 einen Brief an König Heinrich, in dem er dafür betete, dass Anne bald Kinder gebären würde, und der neuen Königin seine Loyalität aussprach. Er starb, weil er Heinrich VIII. nicht als neues Oberhaupt der anglikanischen Kirche anerkennen wollte.
- Anne Boleyns Ehe mit dem König wurde annulliert, ohne dass ihr gegen die Zustimmung die Freiheit angeboten wurde. Der weiseste Weg für Anne Boleyn, Elizabeth zu schützen, war, alle Forderungen von Heinrich VIII. zu akzeptieren, obwohl nicht bekannt ist, ob Anne völlig kooperierte oder ihre Feinde dies behaupteten.
- Der Film deutet an, dass Anne Boleyn ihre Unschuld bereits verloren haben könnte, als sie auf König Heinrich traf, was aber laut Ansicht der Historiker nicht zutrifft. Quellen in Frankreich und die Recherchen der Historiker Eric W. Ives und Retha Warnicke besagen, dass Anne Boleyn bis zur heimlichen Hochzeit 1532/33 mit Heinrich VIII. noch Jungfrau war.
- Heinrich VIII. soll sich niemals in den Prozess von Anne Boleyn eingemischt haben. Außerdem soll ihr niemals die Möglichkeit gegeben worden sein, Zeugen zu befragen. Heinrich und Anne sollen sich das letzte Mal bei einem Turnier getroffen haben, einen Tag bevor sie unter Arrest gestellt wurde.